# Limbo, Panto
Albums de Wild Beasts
All Men
(2005) Two Dancers
(2009)
Limbo, Panto est le premier album studio du groupe britannique d'art rock Wild Beasts.

## Liste des chansons
| No  | Titre                              | Durée |
| --- | ---------------------------------- | ----- |
| 1.  | Vigil for a Fuddy Duddy            | 4:43  |
| 2.  | The Club of Fathomless Love        | 3:44  |
| 3.  | The Devil's Crayon                 | 3:38  |
| 4.  | Woebegone Wanderers                | 4:53  |
| 5.  | The Old Dog                        | 4:27  |
| 6.  | Please, Sir                        | 3:27  |
| 7.  | His Grinning Skull                 | 4:36  |
| 8.  | She Purred, While I Grrred         | 3:30  |
| 9.  | Brave Bulging Buoyant Clairvoyants | 4:02  |
| 10. | Cheerio Chaps, Cheerio Goodbye     | 4:38  |

## Personnel
- Hayden Thorpe – chant, guitare, piano
- Ben Little - guitare
- Tom Fleming – chant, basse
- Chris Talbot – batterie
- Tore Johannson – production